# Formiato di calcio
Il formiato di calcio è il sale di calcio dell'acido formico.
A temperatura ambiente si presenta come un solido bianco inodore.

## Usi
Come additivo per le plastiche termoidurenti, come il formiato di sodio.
Come additivo accelerante nella produzione del calcestruzzo, qualora serva una presa rapida.
Come additivo nella produzione di mangimi ad uso zootecnico:
E 238 (preservatives)- additivo tecnologico- Gruppo funzionale "(a)" Categoria "1" del Register additives  Reg. CE 1831/2003.